# Triloka
Triloka (Skt., ou trilokya) signifie en sanskrit « les trois mondes ». On retrouve cette distinction entre ces trois sphères dans l'hindouisme et certains textes bouddhistes. Ces trois mondes sont le ciel (svarga), la Terre (bhûmi) et l'enfer (pâtâla).
Le sanskrit त्रैलोक्य (trai-lokya) peut également être traduit par trois fois, se référant au domaine du temps, comme le passé, le présent et le futur des trois bouddhas.

## Pour le bouddhisme
Dans la cosmogonie bouddhiste, le terme triloka désigne les trois royaumes, les trois sphères de l'existence qui sont :
- le royaume des désirs ou kamadhatu ;
- le royaume de la matière subtile ou rupadhatu ;
- le royaume de l'immatériel, du sans-forme ou Arupyadhatu[1].

Une autre vue sur le terme triloka explique qu'il désigne les trois régions suivantes : la région au-dessus de la Terre ; la région de la surface terrestre et le royaume souterrain.

## Six destinées
Les trois royaumes sont divisés en six royaumes.En plus des six royaumes au-dessus des trois royaumes, il y a les quatre royaumes sacrés de Shravaka, de l'Illumination primitive, du Bodhisattva et du Bouddha, soit un total de dix royaumes du dharma.